# SN 2006mz
SN 2006mz – supernowa typu Ia odkryta 17 października 2006 roku w galaktyce A211034-0007. W momencie odkrycia miała maksymalną jasność 22,50m.